# Mytilicola
Mytilicola is een geslacht van eenoogkreeftjes uit de familie van de Mytilicolidae.

## Soorten
- Mytilicola brachidontis (Reeve, 1939)
- Mytilicola fimbriatus Humes & Ho, 1970
- Mytilicola intestinalis Steuer, 1902
- Mytilicola mactrae Hoshina & Kuwabara, 1959
- Mytilicola orientalis Mori, 1935
- Mytilicola porrecta Humes, 1954
- Mytilicola virgatula (Leigh-Sharpe, 1934)